# Petrovichi

Petrovitchi é uma aldeia na Rússia, localizada a cerca de 400 km (250 milhas) a sudoeste de Moscou. É a cidade natal do célebre autor Isaac Asimov.